# Aster 18/50, 20/55, 21/60
Le Aster 18/50, 20/55, 21/60 furono una famiglia di autovetture prodotte dalla casa britannica Aster tra il 1922 e il 1927.

## 18/50
La 18/50 fu la prima vettura realizzata dalla Aster. Lanciata nel 1922, si trattava di un modello lussuoso, motorizzato con un sei cilindri in linea da  2.618 cm³ con distribuzione a valvole in testa. Il cambio era a 4 marce e la trazione posteriore. Il passo era di 3.200 mm, all'anteriore le sospensioni erano a molle semi ellittiche, al posteriore erano a molle cantilever. All'inizio tra gli optional erano compresi i freni su tutte e 4 le ruote. Il prezzo di vendita nel 1923 era di 850 sterline e fino al 1924 ne furono prodotti circa 50 esemplari.

## 20/55 e 21/60
Nel 1924 la cilindrata salì a 2.890 cm³, grazie ad un aumento dell'alesaggio da 69,5 a 73 mm. Il modello, chiamato 20/55, fu prodotto anch'esso in circa 50 esemplari. Uno di questi fu acquistato dall'allora duca di York Alberto Windsor, futuro Giorgio VI del Regno Unito. Nel 1926 l'alesaggio fu portato a 75 mm, mentre la corsa rimase a 115 mm, la cilindrata salì così a 3.042 cm³. La vettura fu commercializzata come 21/60. Nel 1927 la Aster si fuse con la Arrol-Johnson, dando vita alla Arrol-Aster. La produzione della 21/60 fu continuata dalla nuova azienda, ma la vettura fu commercializzata col marchio Galloway.